# Moses E. Clapp
Moses Edwin Clapp, född 21 maj 1851 i Delphi i Indiana, död 6 mars 1929 i Fairfax County i Virginia, var en amerikansk republikansk politiker. Han representerade Minnesota i USA:s senat 1901–1917.
Clapp studerade juridik vid University of Wisconsin–Madison och inledde sin karriär som advokat i St. Croix County, Wisconsin. Han flyttade 1881 till Minnesota. Han var delstatens justitieminister, Minnesota Attorney General, 1887–1893.
Clapp valdes 1901 till senaten i ett fyllnadsval. Han omvaldes 1904 och 1910. Han lyckades inte bli nominerad av repulikanerna i Minnesota inför 1916 års kongressval och efterträddes följande år av Frank Kellogg.
Hans grav finns på Fort Lincoln Cemetery i den omedelbara närheten av Washington, D.C. i Prince George's County i Maryland.